# Kwame Adjeman-Pamboe
Kwame Adjeman-Pamboe (Londra, 24 ottobre 1987) è un ex calciatore statunitense, di ruolo centrocampista.

## Carriera
Dal 2013 al 2016 ha giocato nella massima serie egiziana con l'El Qanah e l'El Gaish.

## Statistiche

### Presenze e reti nei club
Statistiche aggiornate al 30 dicembre 2021.
| Stagione        | Squadra           | Campionato      | Campionato | Campionato | Coppe nazionali | Coppe nazionali | Coppe nazionali | Coppe continentali | Coppe continentali | Coppe continentali | Altre coppe | Altre coppe | Altre coppe | Totale | Totale |
| Stagione        | Squadra           | Comp            | Pres       | Reti       | Comp            | Pres            | Reti            | Comp               | Pres               | Reti               | Comp        | Pres        | Reti        | Pres   | Reti   |
| --------------- | ----------------- | --------------- | ---------- | ---------- | --------------- | --------------- | --------------- | ------------------ | ------------------ | ------------------ | ----------- | ----------- | ----------- | ------ | ------ |
| 2009            | Viikingit         | Y               | 9          | 4          | CF              | -               | -               |                    | -                  | -                  |             | -           | -           | 9      | 4      |
| 2010            | FC Tampa Bay      | US1             | 21         | 1          | USOC            | 2               | 1               |                    | -                  | -                  |             | -           | -           | 23     | 2      |
| gen.-mag. 2011  | Barnet            | FL2             | 1          | 0          | FACup+CdL       | -               | -               |                    | -                  | -                  | FLT         | -           | -           | 1      | 0      |
| 2011-mar. 2012  | Agrotikos Asteras | FL              | 19         | 2          | CG              | 2               | 0               |                    | -                  | -                  |             | -           | -           | 21     | 2      |
| gen.-mag. 2013  | Panachaïkī        | FL              | 22         | 3          | CG              | -               | -               |                    | -                  | -                  |             | -           | -           | 22     | 3      |
| 2013-2014       | El Qanah          | PL              | 20         | 4          |                 | -               | -               |                    | -                  | -                  |             | -           | -           | 20     | 4      |
| 2014-2015       | El Gaish          | PL              | 28         | 5          |                 | -               | -               |                    | -                  | -                  |             | -           | -           | 28     | 5      |
| 2015-gen. 2016  | El Gaish          | PL              | 3          | 0          |                 | -               | -               |                    | -                  | -                  |             | -           | -           | 3      | 0      |
| Totale El Gaish | Totale El Gaish   | Totale El Gaish | 31         | 5          |                 | -               | -               |                    | -                  | -                  |             | -           | -           | 31     | 5      |
| Totale carriera | Totale carriera   | Totale carriera | 123        | 19         |                 | 4               | 1               |                    | -                  | -                  |             | -           | -           | 127    | 20     |